# Jurenák-palota
Az eklektikus stílusú pozsonyi Jurenák palotát a 19. század elején, a Duna partján Jurenák Ádám, francia származású pozsonyi nagykereskedő építtette. A palota az 1830-as években a család lakhelyeként, illetve Jurenák Ádám munkahelyeként szolgált és vált a Jurenák család pozsonyi-ágának rezidenciájává. 1980-ben Szlovákia nemzeti emlékhellyé nyilvánította a palotát.

## Története

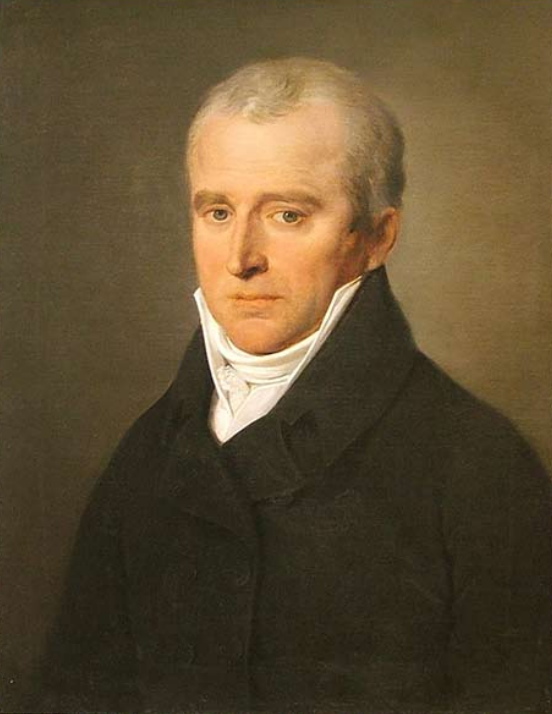
Jurenák Ádám, a palota első tulajdonosa

Jurenák Ádám 1837-ben bekövetkezett halála után az épület fiára Jurenák Antonra szállt, aki innen folytatta apja üzleteit. A palotát később testvérének Jurenák Károlynak adta el, aki itt került barátságba a német zeneszerzővel Johannes Brahmsszal. Brahms több hónapot töltött a kastélyban, többször is fellépett az itt szervezett bálokon és koncerteken. 1905-ben az épület már annak az Első Pozsonyi Takarékpénztár tulajdonában állt, amelynek Jurenák bizotmányi tagja volt. Itt működött Pozsony egyik legfontosabb gőzhajózási pályaudvara, ahol 1918. július 16-án IV. Károly magyar király a város földjére lépett.
Az első világháborút követően a palota a Csehszlovák állam tulajdonába került, ami közigazgatási épületet alakított ki benne. A lakosztályokat később több cseh és szlovák tisztviselő is lakta. Köztük volt 1923-tól Oskar Nedbal, a Szlovák Nemzeti Színház igazgatója.

## Ismert lakói

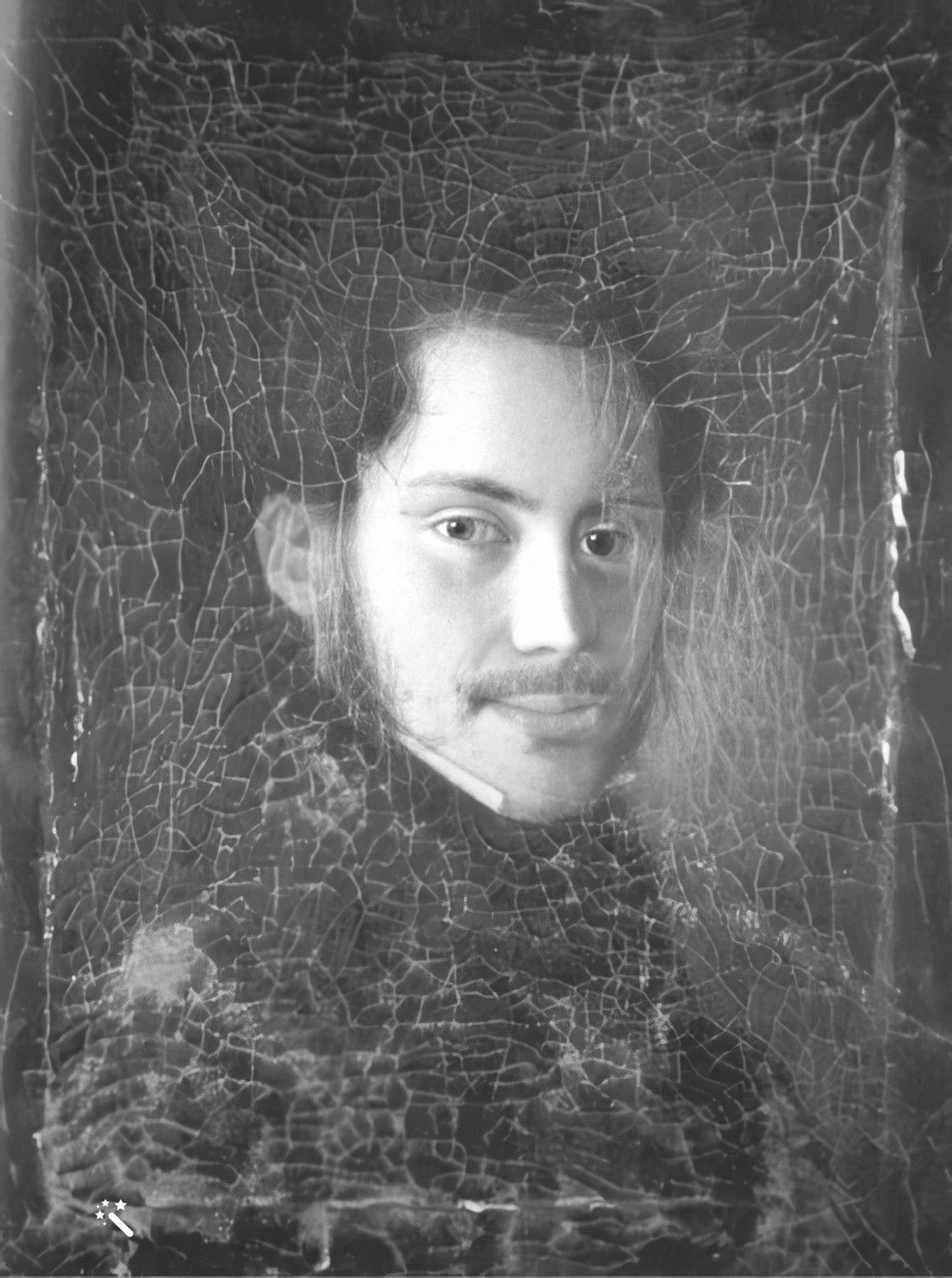
Jurenák Anton pozsonyi nagykereskedő
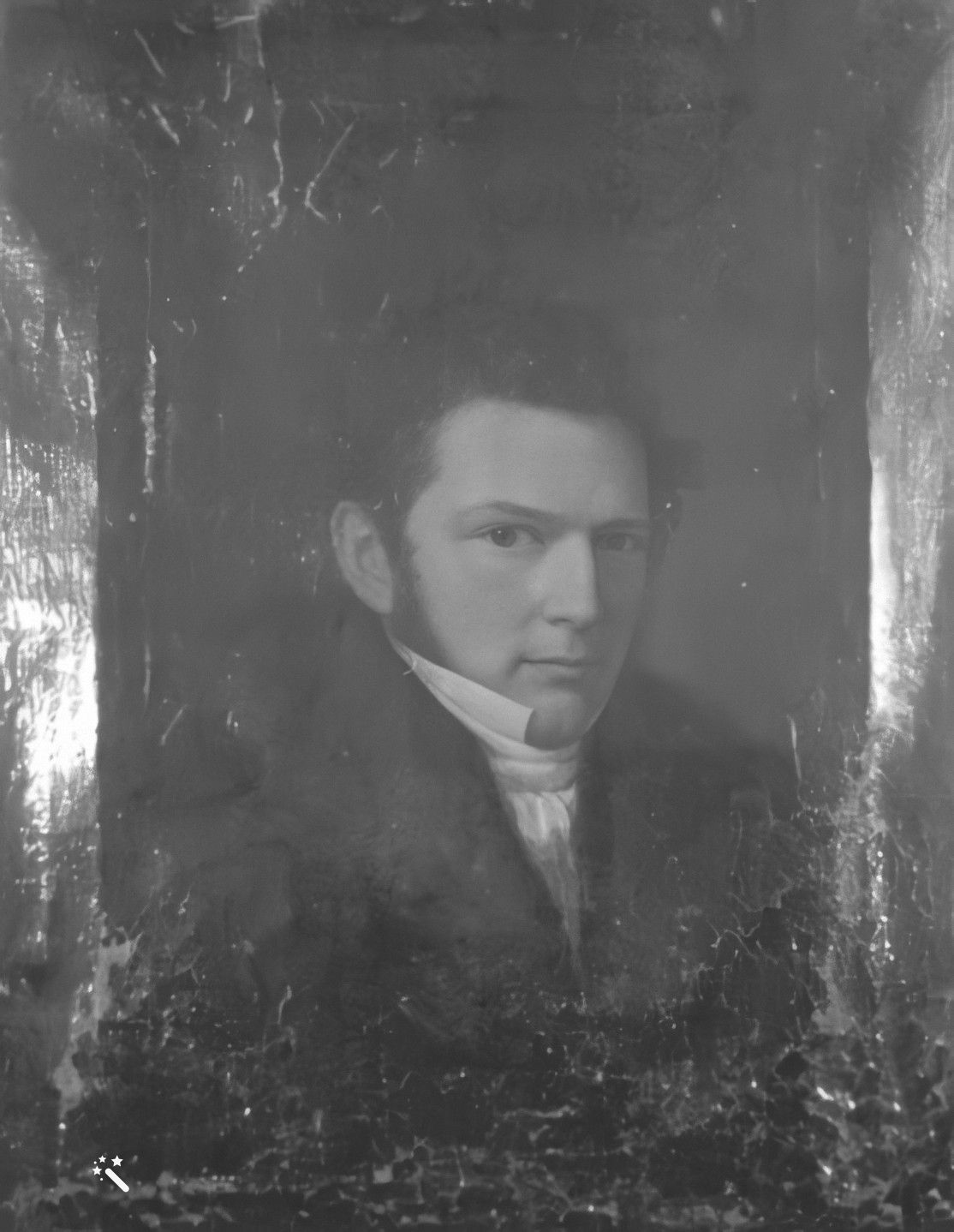
Hofer Károly pozsonyi nagykereskedő, városi tanácsnok és a Pozsonyi Kereskedelmi és Iparkamara elnöke
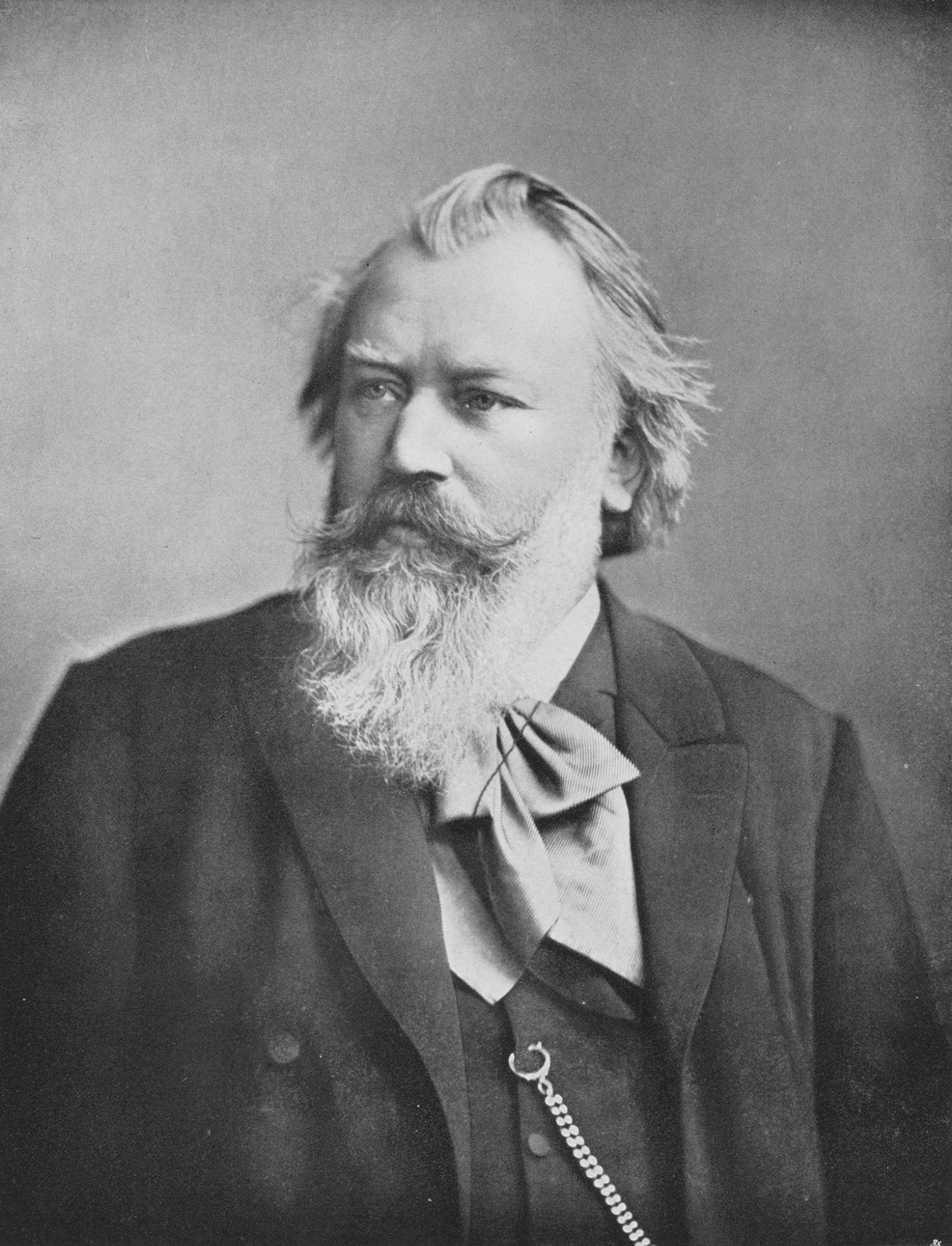
Johannes Brahms német zeneszerző
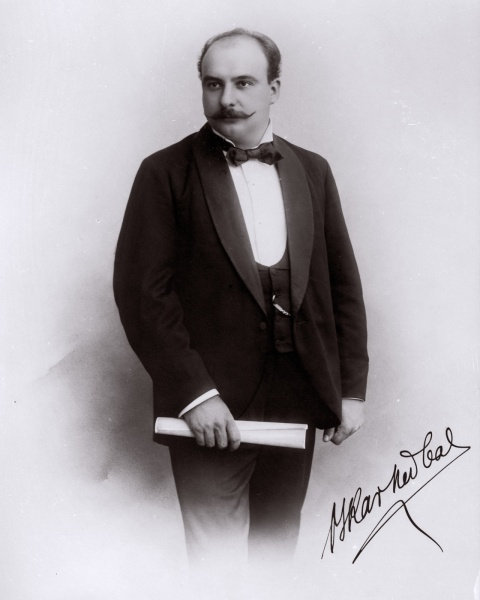
Oskar Nedbal zeneszerző